# Uitfasering van fossiele brandstoffen
De uitfasering van fossiele brandstoffen is een proces dat is ingezet om de huidige op fossiele brandstoffen gebaseerde economieën te veranderen in duurzame economieën. Dergelijke economieën zijn bijvoorbeeld niet op aardolie en olieprijzen gebaseerd en hun energieconsumptie is niet of minder afhankelijk van aardolie. De uitfasering van fossiele brandstoffen is een centraal onderdeel van de energietransitie.

## Overzicht
Om fossiele brandstoffen overbodig te maken wordt zowel gekeken naar hoe elektriciteit voor het lichtnet op hernieuwbare wijze kan worden opgewekt en naar hoe het rechtstreekse verbruik van fossiele brandstoffen kan worden geëlektrificeerd of anderszins kan worden vervangen.

### Opwekking van elektriciteit voor het lichtnet
- Hernieuwbare energie
  - Zonne-energie
  - Windenergie
  - Waterkracht
- Kernenergie (soms gerekend tot 'duurzame energie', hoewel er geen 'duurzame' oplossing bestaat voor kernafval)
- Uitfasering van fossiele brandstofcentrales
  - Sluiting van kolencentrales (steenkool en bruinkool)
  - Sluiting van aardgascentrales
  - Sluiting van aardoliecentrales
  - Sluiting van biomassacentrales

### Elektrificatie van rechtstreeks verbruik
- Gasvrije gebouwen door elektrificatie van verwarming en koken (ook wel 'van het gas af gaan' genoemd)
  - Gasvrije woningen en bedrijven (kantoren, fabrieken, winkels, scholen enzovoort): elektrische verwarming (bijvoorbeeld door straalkachels en infraroodpanelen) en elektrisch koken (bijvoorbeeld met keramische kookplaten of inductiekookplaten, elektrische barbecues en ovens inclusief magnetron/microgolfovens, stoomkokers enzovoort)
  - Uitfasering van fossiele verwarmingsmethoden zoals gaskachels, houtkachels, kolenkachels en oliekachels (zoals petroleumkachels)
  - Uitfasering van fossiele kookmethoden zoals kolen- en gasfornuizen, petroleumstellen, plattebuiskachels, primussen en niet-elektrische barbecues, fonduepannen en rijstkokers
- Duurzaam transport
  - Elektrische voertuigen (volledig elektrische voertuigen (FEV of BEV), hybride auto's (HEV), plug-inhybrides (PHEV) en waterstofauto's)
  - Elektrische treinen (exclusief dieselelektrische treinen)
  - Elektrische vliegtuigen
  - Elektrische scheepvaart
- Uitfasering van fossiele brandstofvoertuigen
  - Stimulering professionele en particuliere aankoop van elektrische voertuigen
  - Elektrificatie van het openbaar vervoer
  - Uiteindelijk verbod op fossiele brandstofvoertuigen

## Proces

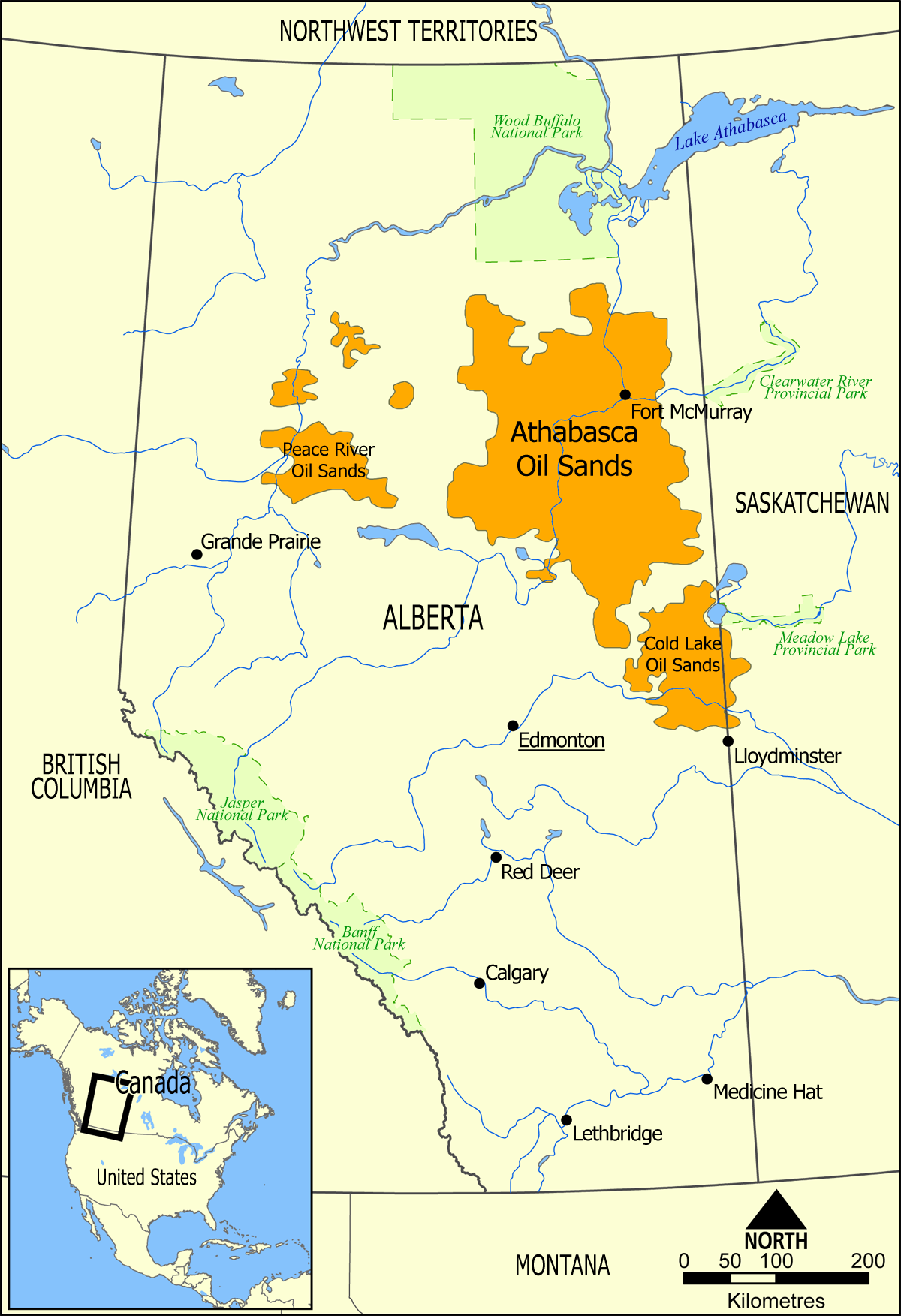
Teerzanden in de provincie Alberta, Canada

Het gebruik van duurzame energie en toepassing van energiebesparing om het totale gebruik van energie te verminderen, wordt gepresenteerd als een goede methode om broeikasgassen in de atmosfeer te verminderen. Door de uitfasering van olie wordt een land minder afhankelijk van deze grondstof en kan een land een vooraanstaande rol spelen in de ontwikkeling en toepassing van technieken voor duurzame ontwikkeling, de ontwikkelde technieken dragen bij aan de export en tevens wordt de internationale economische concurrentiekracht versterkt door efficiënter te werken.
De roep om meer olie of het zoeken naar alternatieven begon in de jaren zeventig met de oliecrisis. In de jaren vijftig had de Amerikaanse geofysicus M. King Hubbert al zijn theorie van de hubbertpiek ontwikkeld, de piek die de olieproductie begin jaren zeventig volgens hem zou bereiken. Hierop, en op andere rekenmethoden, is het begrip Peak Oil gebaseerd. De exploratie van olie en gas loopt achter bij de productie ervan, waardoor de vervanging van de voorraden negatief wordt; er wordt meer geproduceerd dan gevonden, wat een terugloop in de reserves inhoudt.
De uitfasering van olie is een geleidelijk proces en bij het zoeken naar alternatieven wordt vaak eerst gezocht naar moeilijker winbare koolwaterstoffen. Hiervan zijn de teerzanden (voornamelijk bekend uit de Canadese provincie Alberta) en olieschalies de bekendste.

## Alternatieven
In de roep om minder olieafhankelijkheid is ook kernenergie weer in beeld gekomen, waarbij er een debat wordt gevoerd over de voor- en nadelen.
Schonere energiebronnen zijn  windenergie, zonne-energie en waterkracht. Ook thermische energie en getijdenenergie worden gebruikt. Duurzame energie wordt veelal opgewekt door externe factoren als zon en wind: de productie vindt plaats onafhankelijk van de vraag. Door de vraag te sturen met een smart grid kan deze beter op het momentane aanbod afgestemd worden.

## Gevolgen
De uitfasering van olie heeft gevolgen voor de landen die eraan meewerken. Energie is een eerste levensbehoefte en een land dat hetzij zelfvoorzienend is in die energie, hetzij het zich kan permitteren niet afhankelijk te zijn van – vaak instabiele – olieproducerende landen (waarvan de grootste zijn verenigd in de OPEC), heeft een sterkere positie. In het (recente) verleden zijn veel oorlogen en conflicten ontstaan om olie en gas. Zo draaide Rusland in 2005 de kraan van gastoevoer naar Oekraïne dicht, als pressiemiddel tegen de naar de Europese Unie lonkende Oekraïners. Ook de Amerikaanse aanval op Irak in april 2003 wordt wel gezien als een inval die met oliebelangen verband hield.
Energieonafhankelijkheid betekent in deze context de wens om energie lokaal te produceren om de afhankelijkheid van leveranties, met bijkomende problemen, te verminderen. De keuze van de productiemethoden waarnaar momenteel wordt omgeschakeld zijn hoofdzakelijk gebaseerd op de kosten.